# Katarische Fußballnationalmannschaft (U-20-Männer)
Die katarische U-20-Fußballnationalmannschaft ist eine Auswahlmannschaft katarischer Fußballspieler. Sie unterliegt der Qatar Football Association und repräsentiert sie international auf U-20-Ebene, etwa in Freundschaftsspielen gegen die Auswahlmannschaften anderer nationaler Verbände oder bei der U-20-Fußball-Weltmeisterschaft.
Die Mannschaft qualifizierte sich bislang dreimal für die Endrunde einer U-20-Weltmeisterschaft; 1981 wurde sie in Australien Vizeweltmeister, 1995 und 2015 schied sie in der Vorrunde aus.

## Geschichte
1980 nahm Katar erstmals an der U-19-Asienmeisterschaft teil. Bei dem im Gruppenmodus ausgetragenen Turnier erreichte man mit nur einer Niederlage hinter Südkorea den zweiten Platz und qualifizierte sich damit für die Junioren-Weltmeisterschaft 1981. Dort wurde Katar in der Gruppe mit Polen, den USA und Uruguay Zweiter und traf im Viertelfinale auf Brasilien. In einer ausgeglichenen Partie gegen die Seleção Sub-20 gelangen Khalid Almuhannadi drei Tore, das Tor zum 3:2-Endstand in der 87. Minute. Anschließend besiegte man England mit 2:1 und zog ins Finale ein, in dem man der deutschen U-20 mit 0:4 unterlag.
In den folgenden Jahren gelang der katarischen U-19-Mannschaft bei den Asienmeisterschaften nicht die Qualifikation zur U-20-Weltmeisterschaft. Nachdem sie 1986 im Halbfinale ausgeschieden war, unterlag sie 1988 in der Vorschlussrunde dem Irak im Elfmeterschießen und verpasste als Zweitplatzierter beim Play-off von Asien und Ozeanien nur knapp die Qualifikation. Nach einer weiteren Halbfinalteilnahme im Jahr 1990 kam Katars U-19 bis 2000 bei Asienmeisterschaften nicht mehr über die Vorrunde hinaus. Als Gastgeber konnte die katarische U-20-Mannschaft 1995 dennoch an der Junioren-Weltmeisterschaft teilnehmen, bei der nach einem Unentschieden gegen Russland Niederlagen gegen Brasilien sowie Syrien und damit das Vorrundenaus folgten.
Bei der nun als U-20-Wettbewerb ausgetragenen Asienmeisterschaft schied die Mannschaft 2002 in der Vorrunde aus, bevor sie 2004 als Gruppenzweiter hinter China das Viertelfinale erreichte, in dem sie nach einem 0:0 gegen Japan mit 3:5 im Elfmeterschießen ausschied. Bei den Asienmeisterschaften 2006 und 2008 scheiterte die katarische U-20-Mannschaft in der Qualifikation. Seit 2010 wird die Asienmeisterschaft wieder als U-20-Turnier ausgespielt. Nach verpasster Qualifikation 2010 schied Katar 2012 als Gruppenvierter hinter Australien, Syrien und Saudi-Arabien in der Vorrunde aus. 2014 wurde die katarische U-19-Nationalmannschaft durch ein Finalsieg gegen Nordkorea Asienmeister. Die U-20-Mannschaft war damit zum dritten Mal für die U-20-Weltmeisterschaft qualifiziert, bei der sie 2015 in der Vorrunde als Gruppenvierter, punktlos hinter Portugal, Kolumbien und dem Senegal, ausschied.

## Teilnahme an U-20-Fußballweltmeisterschaften
| - 1977: nicht qualifiziert - 1979: nicht qualifiziert - 1981: 2. Platz - 1983: nicht qualifiziert - 1985: nicht qualifiziert - 1987: nicht qualifiziert - 1989: nicht qualifiziert - 1991: nicht qualifiziert - 1993: nicht qualifiziert - 1995: Vorrunde - 1997: nicht qualifiziert - 1999: nicht qualifiziert - 2001: nicht qualifiziert | - 2003: nicht qualifiziert - 2005: nicht qualifiziert - 2007: nicht qualifiziert - 2009: nicht qualifiziert - 2011: nicht qualifiziert - 2013: nicht qualifiziert - 2015: Vorrunde - 2017: nicht qualifiziert - 2019: Vorrunde - 2023: nicht qualifiziert - 2025: nicht qualifiziert |

## Teilnahme an U-20-Asienmeisterschaften
| - 1959: nicht teilgenommen - 1960: nicht teilgenommen - 1961: nicht teilgenommen - 1962: nicht teilgenommen - 1963: nicht teilgenommen - 1964: nicht teilgenommen - 1965: nicht teilgenommen - 1966: nicht teilgenommen - 1967: nicht teilgenommen - 1968: nicht teilgenommen - 1969: nicht teilgenommen - 1970: nicht teilgenommen - 1971: nicht teilgenommen - 1972: nicht teilgenommen - 1973: nicht teilgenommen | - 1974: nicht teilgenommen - 1975: nicht teilgenommen - 1976: nicht teilgenommen - 1977: nicht teilgenommen - 1978: nicht teilgenommen - 1980: 2. Platz - 1982: nicht qualifiziert - 1985: nicht qualifiziert - 1986: 4. Platz - 1988: 3. Platz - 1990: 4. Platz - 1992: Vorrunde - 1994: Vorrunde - 1996: Vorrunde - 1998: Vorrunde | - 2000: nicht qualifiziert - 2002: Vorrunde - 2004: Viertelfinale - 2006: nicht qualifiziert - 2008: nicht qualifiziert - 2010: nicht qualifiziert - 2012: Vorrunde - 2014: Sieger - 2016: Vorrunde - 2018: Halbfinale - 2023: Vorrunde - 2025: Vorrunde |